# Axel Weber
Axel Alfred Weber (Kusel, 8 marzo 1957) è un economista e banchiere tedesco che dal 2012 ricopre la carica di presidente del consiglio di amministrazione della società di servizi finanziari UBS AG. Dal 2004 al 2011 ha ricoperto la carica di presidente della Deutsche Bundesbank..

## Studi e carriera accademica
Axel Weber ha studiato economia all'Università di Costanza dal 1976 al 1982, dove ha ottenuto un master. In seguito ha lavorato come ricercatore e insegnante di economia all'Università di Siegen, dove ha anche ottenuto un dottorato in economia e l'abilitazione. Nel 1994 è diventato professore all'Università di Bonn, lasciando l'incarico quattro anni dopo per trasferirsi alla Università Goethe di Francoforte. Ha insegnato economia internazionale, economia monetaria e teoria economica all'Università di Bonn e all'Università di Chicago. L'Università di Duisburg-Essen e l'Università di Costanza gli hanno invece conferito un dottorato onorario. Nel corso della sua carriera è stato anche direttore del Centro di Studi Finanziari di Francoforte. Nel 2001 è stato nominato professore di economia internazionale all'Università di Colonia e dal 2002 al 2004 è stato anche membro del Consiglio di Esperti Economici della Germania.

## Carriera
Nel 2002 Axel Weber divenne dirigente della Deutsche Bundesbank e il 30 aprile 2004 ne venne nominato presidente dal ministro delle finanze Hans Eichel, succedendo a Ernst Welteke. Nello stesso anno entrò nel consiglio direttivo della Banca centrale europea, nel consiglio di amministrazione della Banca dei regolamenti internazionali e fu nominato governatore per la Germania nel Fondo monetario internazionale. Il 30 aprile 2011 si dimise dalla Banca federale tedesca con un anno di anticipo rispetto alla fine del mandato.
Il 3 maggio 2012 Weber è stato eletto membro del consiglio di amministrazione della banca svizzera UBS AG. In seguito, è stato eletto presidente, succedendo a Kaspar Villiger. Dallo stesso anno presiede inoltre la Commissione di nomina e di governo d'impresa e dal 2013 la Commissione di cultura e responsabilità d'impresa di UBS.
Dal 2014 ricopre la carica di presidente del consiglio di amministrazione della UBS Group AG, società capogruppo del gruppo UBS AG.

## Altre attività

### Mandati precedenti
Dal 2004 al 2011 Axel Weber è stato presidente della Deutsche Bundesbank e membro del Consiglio direttivo della Banca centrale europea, del Consiglio di amministrazione della Banca dei regolamenti internazionali, governatore tedesco del Fondo monetario internazionale e membro tra i ministri e governatori del G7 e del G20. Nel 2011, Weber è stato un membro dello steering committee del Comitato europeo per il rischio sistemico e dal 2010 al 2011 del Consiglio per la stabilità finanziaria. Dal 2002 al 2004, Weber è anche stato membro del Consiglio di esperti economici della Germania.

### Mandati attuali
Attualmente, Axel Weber è membro del Consiglio di: Associazione Svizzera dei Banchieri, Avenir Suisse, Swiss Finance Council e del Comitato consultivo della Beirat Zukunft Finanzplatz.
Da gennaio 2017, Weber è membro del Consiglio dell'Istituto della finanza internazionale (IIF) ed è presidente del Consiglio di fondazione dell'Istituto Tedesco per la Ricerca Economica (DIW) a Berlino. Weber è inoltre membro del Consiglio della Conferenza Monetaria Internazionale (IMC), della Tavola Rotonda Europea dei Servizi Finanziari (EFR), del Gruppo Bancario Europeo (EBG), dell'International Advisory Panel dell'Autorità Monetaria di Singapore, del Consiglio della Financial Services Professional Board a Kuala Lumpur, del Gruppo dei Trenta a Washington D.C., del Comitato consultivo del Dipartimento di Economia dell'Università di Zurigo e della Commissione Trilaterale.